# Dolní Novosedly

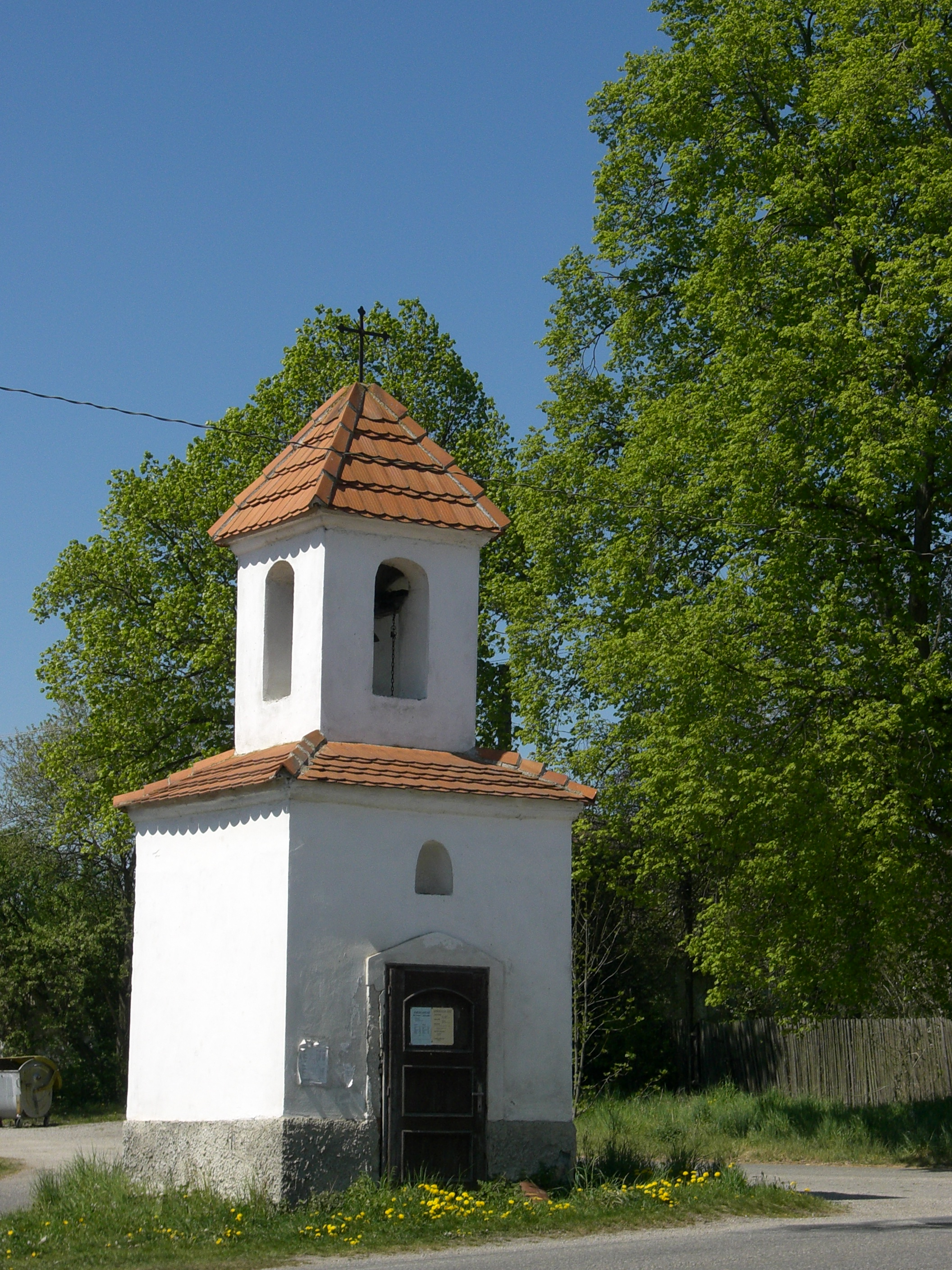
Kapelle in Dolní Novosedly

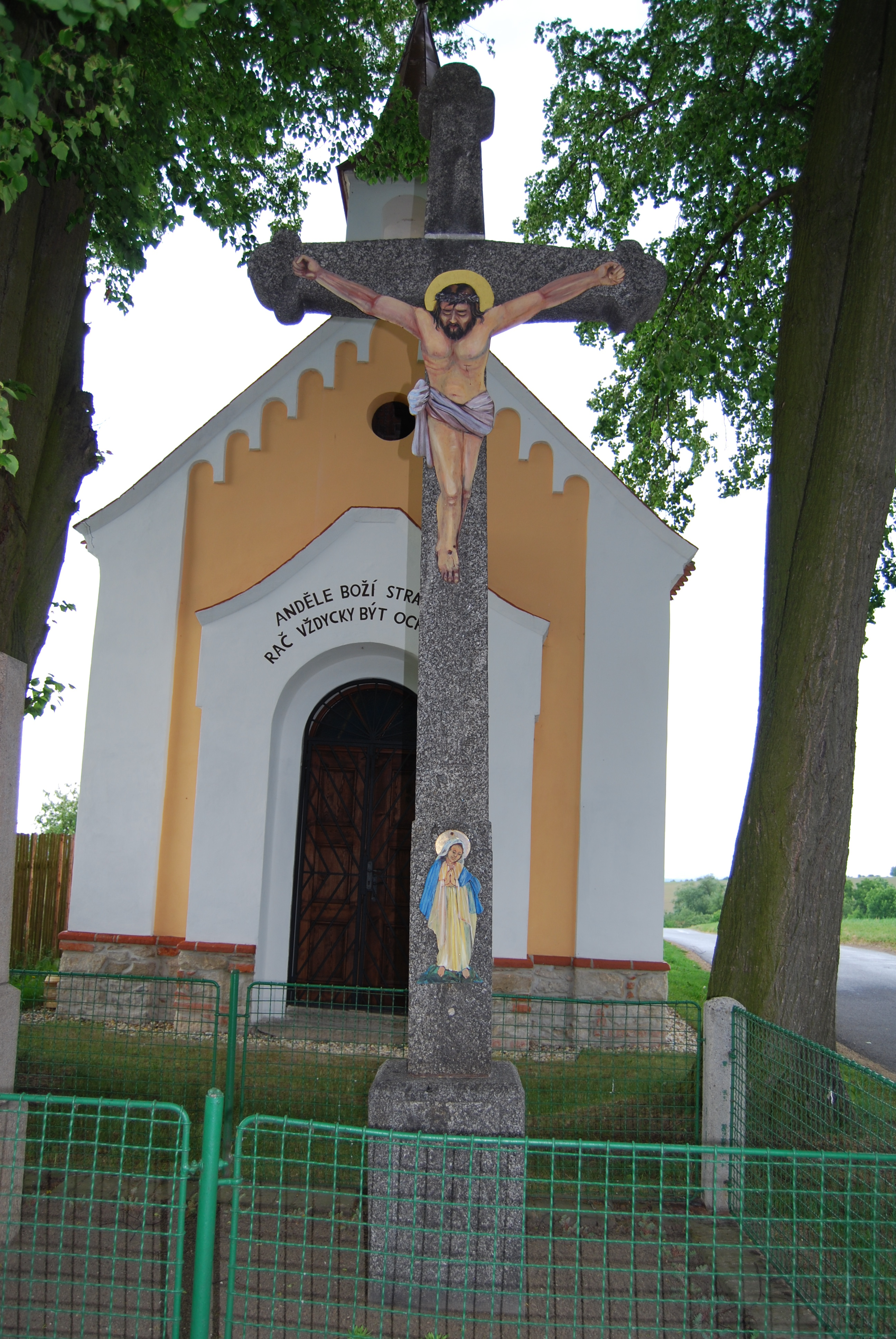
Kapelle des hl. Schutzengel und Kruzifix an der Straße von Chrastiny nach Kluky

Dolní Novosedly, bis 1994 Novosedly (deutsch Unter Neusattel, früher Neusattel) ist eine Gemeinde in Tschechien. Sie liegt vier Kilometer nordöstlich von Písek und gehört zum Okres Písek.

## Geographie
Dolní Novosedly befindet sich auf einem Sattel in den nördlichen Ausläufern der Písecké hory (Píseker Berge); nördlich entspringt der Otavazufluss Vrcovický potok, südlich der Moldauzufluss Novosedelský potok. Östlich liegt der Teich Podhorák.
Im Norden verläuft die Bahnstrecke Tábor–Písek, westlich des Dorfes die Staatsstraße I/29 zwischen Písek und Tábor. Nördlich erhebt sich der Svatonický vrch (517 m), östlich der Na Dlouhých (483 m) im Südosten die Mlaká (548 m), der Chudý vrch (573 m) und der Žejdlíček (584 m), südlich der Provazce (611 m), die Kraví hora (613 m) und der Jarník (609 m), westlich der Na Lomech (543 m) sowie im Nordwesten die Sýkorka (525 m).
Nachbarorte sind Svatonice, U Vlků und Dolní Záhoří im Norden, Horní Záhoří, Třešně, Nová Třešně und Slavík im Nordosten, Nad Rybníkem, Pazderny und Chrastiny im Osten, Kluky, Křižatky, Nové Sedlo und Stružky im Südosten, Horní Novosedly im Süden, U Honzíčka, Logry, Srnkovna, Ptáčkovna und Brložnice im Südwesten, Purkratice und Topělec im Westen sowie Vrcovice im Nordwesten.

## Geschichte
Die erste urkundliche Erwähnung von Novosedly erfolgte 1061 im Zuge seiner Schenkung an das Kloster Insula. Im Jahre 1230 gehörte das Dorf zu den Besitzungen des Klosters St. Georg auf der Prager Burg. Zu einem unbekannten Zeitpunkt gelangte das Gut an weltliche Besitzer. Ein Anteil gehörte ab 1517 der Familie Zima von Novosedly; Václav Zima von Novosedly stand um 1530 in den Diensten von Zdeniek Lev von Rosental. Ein weiterer Anteil war der Burg Klingenberg untertänig, dieser Anteil wurde 1612 Teil des Gutes Červený Újezdec und wurde Ende des 17. Jahrhunderts von den Fürsten von Eggenberg dem Familienfideikommiss Worlik zugeschlagen.
Im Jahre 1837 bestand Neu-Sattel / Nowosedlo aus 25 Häusern mit 163 Einwohnern. Davon gehören zehn Häuser zum Gut Roth-Augezd (Fideikommissherrschaft Worlik), acht zur Stadt Písek und sieben zur Herrschaft Drhowl. Pfarr- und Schulort war Ober-Zahořj (Horní Záhoří). Bis zur Mitte des 19. Jahrhunderts blieb Neu-Sattel immer zwischen drei Herrschaften geteilt.
Nach der Aufhebung der Patrimonialherrschaften waren Dolní Novosedlo/Unter Neusattel und Chrastiny / Chrastin ab 1850 Ortsteile der Gemeinde Třešně in der Bezirkshauptmannschaft und dem Gerichtsbezirk Písek. Novosedly (Horní Novosedly) gehörte hingegen zur Stadt Písek. Zwischen 1886 und 1889 erfolgte der Bau der Bahnstrecke Tábor – Milevsko – Písek – Ražice. Dolní Novosedlo bestand 1890 aus 30 Häusern und hatte 222 Einwohner. Südlich des Dorfes wurden Sandsteinbrüche betrieben.
Im Jahre 1919 löste sich Dolní Novosedlo von Třešně los und bildete eine eigene Gemeinde. 1924 wurde der Gemeindename in Dolní Novosedly geändert. 1964 wurde Dolní Novosedly nach Záhoří eingemeindet, zugleich erfolgte auch die Umgemeindung von Horní Novosedly von Písek nach Záhoří. Am 24. November 1990 lösten sich Chrastiny, Dolní Novosedly und Horní Novosedly von Záhoří los und bildeten die Gemeinde Novosedly. Der Gemeindename wurde am 24. Juni 1994 in Dolní Novosedly geändert. Am Provazce befindet sich ein ausgedehnter Steinbruch.

## Gemeindegliederung
Die Gemeinde Dolní Novosedly besteht aus den Ortsteilen Chrastiny (Chrastin), Dolní Novosedly (Unter Neusattel), Horní Novosedly (Ober Neusattel) und Nová Třešně (Neu Treschen) sowie den Einschichten Křižatky, Nové Sedlo, Nad Rybníkem, Pazderny, Stružky.

## Sehenswürdigkeiten
- Kapelle am Dorfplatz von Dolní Novosedly
- Kapelle der Jungfrau Maria in Chrastiny
- Schutzengel-Kapelle und Kruzifix an der Straße von Chrastiny nach Kluky
- Aussichtsturm Jarník, südlich des Dorfes in den Píseker Bergen
- Naturpark Písecké hory